# Štěchovice (okres Praha-západ)
Štěchovice (Duits: Stiechowitz, soms ter onderscheiding van andere plaatsen met dezelfde naam Štěchovice u Prahy genoemd) is een Tsjechische vlek (městys) in de regio Midden-Bohemen, en maakt deel uit van het district Praha-západ. Štěchovice telt 2207 inwoners (2023).

## Geschiedenis
- 1209 – De eerste schriftelijke vermelding van Štěchovice.
- 2006 – De gemeente Štěchovice krijgt (opnieuw) de status vlek.[1]